# 2023 NT1
2023 NT1 es un asteroide Apolo (NEO) descubierto por un telescopio del sistema ATLAS el pasado 15 de julio de 2023, dos días de un paso cercano a la Tierra.
El cuerpo tiene entre 30 y 60 metros de ancho y pasó a 0,00067 UA (100.804 km) de la Tierra.

## Historia
El asteroide fue descubierto dos días después del punto más cercano de su acercamiento a la Tierra, pero no fue visible debido a que el cuerpo fue opacado por el brillo del Sol.
Según el astrónomo aficionado, Tony Dunn, 2023 NT1 pasó a 1/4 de la distancia lunar.

## Acercamiento más cercano
| Fecha/Hora (UTC)           | Distancia mínima a la Luna | Distancia mínima a la Luna | Distancia mínima a la Luna | Distancia máxima a la Luna | Distancia máxima a la Luna | Distancia máxima a la Luna | Velocidad relativa (km/s) | Referencias |
| Fecha/Hora (UTC)           | km                         | UA                         | LD                         | km                         | UA                         | LD                         | Velocidad relativa (km/s) | Referencias |
| -------------------------- | -------------------------- | -------------------------- | -------------------------- | -------------------------- | -------------------------- | -------------------------- | ------------------------- | ----------- |
| 13 de julio de 2023, 08:26 | 450.895                    | 0,00301                    | 1,17299                    | 451.017                    | 0,00301                    | 1,17331                    | 12.14                     | [ 5 ]       |

| Fecha/Hora (UTC)           | Distancia mínima a la Tierra | Distancia mínima a la Tierra | Distancia mínima a la Tierra | Distancia máxima a la Tierra | Distancia máxima a la Tierra | Distancia máxima a la Tierra | Velocidad relativa (km/s) | Referencias |
| Fecha/Hora (UTC)           | km                           | UA                           | LD                           | km                           | UA                           | LD                           | Velocidad relativa (km/s) | Referencias |
| -------------------------- | ---------------------------- | ---------------------------- | ---------------------------- | ---------------------------- | ---------------------------- | ---------------------------- | ------------------------- | ----------- |
| 13 de julio de 2023, 10:12 | 100.804                      | 0,00067                      | 0.26224                      | 100.963                      | 0,00067                      | 0,26265                      | 11.27                     | [ 5 ]       |

No hay riesgo de un impacto en la Tierra durante el acercamiento a la Tierra en julio de 2023. Suponiendo que el asteroide tiene entre 14 y 30 metros de diámetro, un impacto por él no alcanzaría el suelo y se desfragmentaría a unos 30 km de la superficie.

## Próximos acercamientos
Dadas las futuras incertidumbres orbitales como resultado de un arco de observación corto de 5 días, se espera un paso cercano a la Tierra en 2044, pero mucho más lejano que el del 13 de julio, pasando a unos 1,1 UA (160 millones de km).